# 1428
Пізнє Середньовіччя •  Відродження •  Реконкіста •  Ганза •  Столітня війна •  Гуситські війни •  Ацтецький потрійний союз

## Геополітична ситуація
Османську державу очолює Мурад II (до 1444). Імператором Візантії є Іоанн VIII Палеолог (до 1448), а королем Німеччини Сигізмунд I Люксембург (до 1437). За французький трон борються англійський король Генріх VI та французький дофін Карл VII.
Апеннінський півострів розділений: північ належить Священній Римській імперії, середню частину займає Папська область, південь належить Неаполітанському королівству. Деякі міста півночі: Венеція, Флоренція, Генуя тощо, мають статус міст-республік.
Майже весь Піренейський півострів займають християнські Кастилія і Леон, де править Хуан II (до 1454), Арагонське королівство на чолі з Альфонсо V Великодушним (до 1458) та Португалія, де королює Жуан I Великий (до 1433). Під владою маврів залишилися тільки землі на самому півдні.
Генріх VI є королем Англії (до 1461). У Кальмарській унії (Норвегії, Данії та Швеції) королює Ерік Померанський. В Угорщині править Сигізмунд I Люксембург (до 1437). Королем польсько-литовської держави є Владислав II Ягайло (до 1434). У Великому князівстві Литовському княжить Вітовт.
Частина руських земель перебуває під владою Золотої Орди. Галичина входить до складу Польщі. Волинь належить Великому князівству Литовському. Московське князівство очолює Василь II Темний.
На заході євразійських степів править Золота Орда. У Єгипті панують мамлюки, а Мариніди — у Магрибі. У Китаї править династія Мін. Значними державами Індостану є Делійський султанат, Бахмані, Віджаянагара. В Японії триває період Муроматі.
Утворився Ацтецький потрійний союз на чолі з Іцкоатлем. Цивілізація майя переживає посткласичний період. Почала зароджуватися цивілізація інків.

## Події

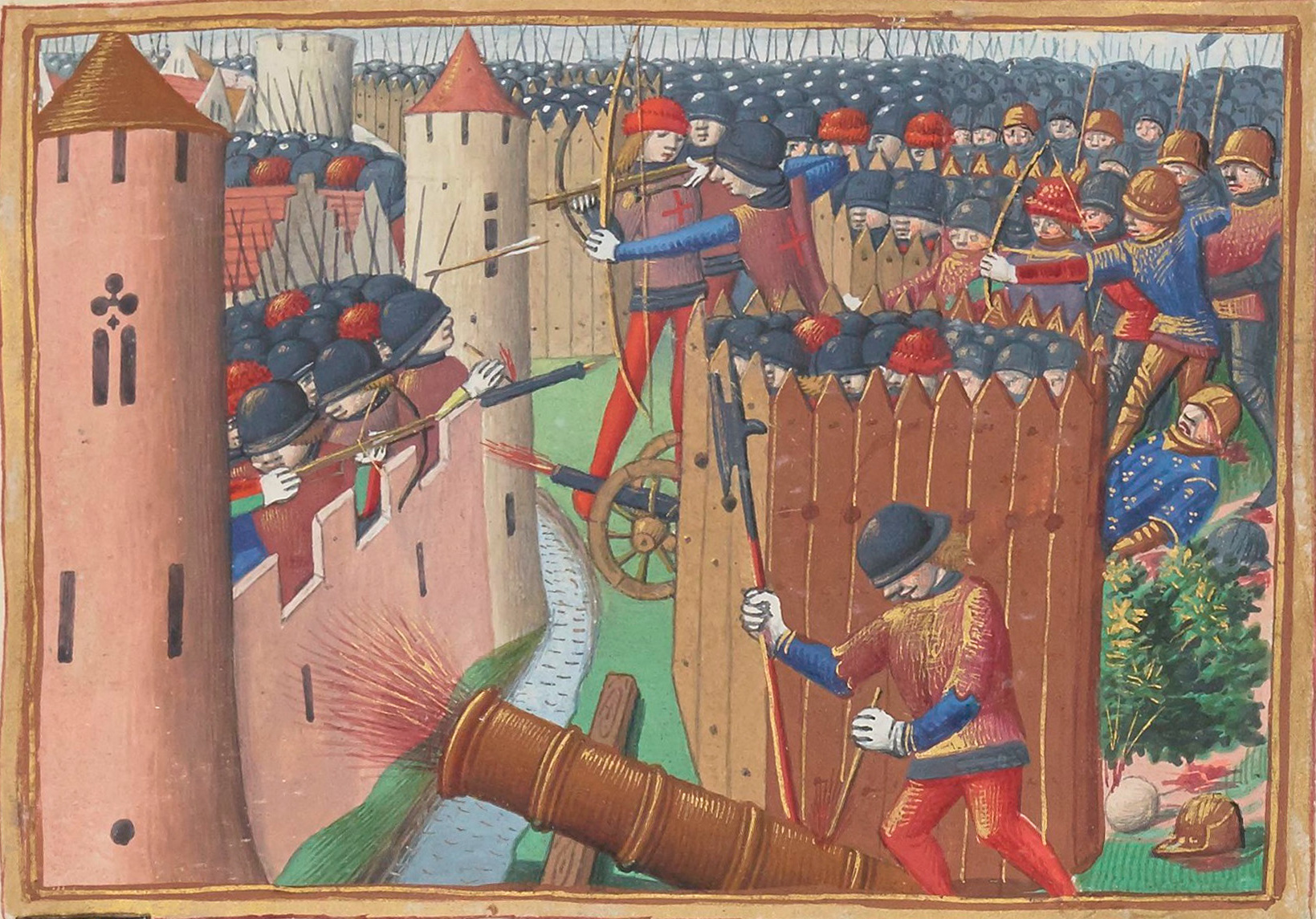
Початок облоги Орлеана

- Новгородська республіка уклала союз з Великим князівством Литовським.
- 12 жовтня, в ході Столітньої війни, англійці почали облогу Орлеана.
- Жанна д'Арк отримала видіння, що закликали її вигнати англійців з Франції й коронувати Карла VII.
- Поразка від турків у битві біля Голубаця в Сербії поклала край домінуванню угорців на Балканах.
- Копенгаген відбив напад військ Ганзи.
- У Вале в Швейцарії літописно засвідчено одне з перших полювань на відьом.
- Ле Лой, засновник династії Ле прогнав китайські війська з В'єтнаму.
- Абулхайра проголошено ханом узбеків.
- Правителем ацтеків став Іцкоатль. Засновано Потрійний союз, сили якого розгромили армію Макстли, тлатоані Ацкапотцалько.

## Померли
- 3 лютого — Асікаґа Йосімоті, 4-й сьоґун сьоґунату Муроматі.